# Llista de topònims de Miralcamp
Llista de topònims (noms propis de lloc) del municipi de Miralcamp, a Pla d'Urgell
Informació actualitzada per un bot. Els canvis manuals es perdran quan s'actualitzi!

## casa
| imatge | Nom                    | Ubicat a  | instància de | Detalls                                  | coordenades                                                                                            | Protecció                                  | Commons (més fotos) | Dades a WD                    |
| ------ | ---------------------- | --------- | ------------ | ---------------------------------------- | --- | ------------------------------------------ | ------------------- | ----------------------------- |
|        | Cal Jan                | Miralcamp | casa         | Estil: arquitectura popular 18th century | 41° 36′ 20″ N, 0° 52′ 46″ E / 41.60556°N,0.87952°E ca:Pl. Germà Josep Torres - c. Generalitat 272 msnm | bé integrant del patrimoni cultural català | Cal Jan (Miralcamp) | Modifica les dades a Wikidata |
|        | habitatges a Miralcamp | Miralcamp | casa         | Estil: arquitectura popular              | 41° 36′ 19″ N, 0° 52′ 43″ E / 41.60537°N,0.87862°E                                                     | bé integrant del patrimoni cultural català |                     | Modifica les dades a Wikidata |

## edifici
| imatge | Nom                          | Ubicat a  | instància de | Detalls                                                 | coordenades                                                                  | Protecció                                  | Commons (més fotos)               | Dades a WD                    |
| ------ | ---------------------------- | --------- | ------------ | ------------------------------------------------------- | ---------------------------------------------------------------------------- | ------------------------------------------ | --------------------------------- | ----------------------------- |
|        | Casal Municipal de Miralcamp | Miralcamp | edifici      | Estil: arquitectura popular                             | 41° 36′ 19″ N, 0° 52′ 43″ E / 41.60515°N,0.87865°E                           | bé cultural d'interès local                | Casal Municipal de Miralcamp      | Modifica les dades a Wikidata |
|        | Cooperativa del Camp         | Miralcamp | edifici      | Estil: arquitectura popular 20th century                | 41° 36′ 24″ N, 0° 52′ 51″ E / 41.60663°N,0.88081°E ca:C. de la Creu 260 msnm | bé integrant del patrimoni cultural català | Cooperativa del Camp de Miralcamp | Modifica les dades a Wikidata |
|        | Sindicat de Miralcamp        | Miralcamp | edifici      | Arquitecte: Cèsar Martinell i Brunet Estil: noucentisme | 41° 36′ 18″ N, 0° 52′ 52″ E / 41.6051°N,0.88114°E                            | bé integrant del patrimoni cultural català | Lo Sindicat (Miralcamp)           | Modifica les dades a Wikidata |
|        | Torre Blanca                 | Miralcamp | edifici      |                                                         | 41° 37′ 07″ N, 0° 52′ 49″ E / 41.618578245588°N,0.88037424774779°E           |                                            |                                   | Modifica les dades a Wikidata |

## església
| imatge | Nom                               | Ubicat a  | instància de                 | Detalls                     | coordenades                                        | Protecció                                  | Commons (més fotos)                | Dades a WD                    |
| ------ | --------------------------------- | --------- | ---------------------------- | --------------------------- | -------------------------------------------------- | ------------------------------------------ | ---------------------------------- | ----------------------------- |
|        | Sant Miquel de Miralcamp          | Miralcamp | església església parroquial |                             | 41° 36′ 19″ N, 0° 52′ 41″ E / 41.6052°N,0.87808°E  | bé cultural d'interès local                | Sant Miquel de Miralcamp           | Modifica les dades a Wikidata |
|        | capella del Convent de les Monges | Miralcamp | església capella             | Estil: arquitectura popular | 41° 36′ 17″ N, 0° 52′ 43″ E / 41.60481°N,0.87872°E | bé integrant del patrimoni cultural català | Convent de les Monges de Miralcamp | Modifica les dades a Wikidata |

## granja
| imatge | Nom                        | Ubicat a  | instància de | Detalls | coordenades                                                          | Protecció | Commons (més fotos) | Dades a WD                    |
| ------ | -------------------------- | --------- | ------------ | ------- | -------------------------------------------------------------------- | --------- | ------------------- | ----------------------------- |
|        | Granges de l'Alberto       | Miralcamp | granja       |         | 41° 36′ 47″ N, 0° 53′ 42″ E / 41.6130465316386°N,0.89489187527886°E  |           |                     | Modifica les dades a Wikidata |
|        | Granges del Pere Viudo     | Miralcamp | granja       |         | 41° 36′ 23″ N, 0° 53′ 42″ E / 41.6063296661292°N,0.895002319997727°E |           |                     | Modifica les dades a Wikidata |
|        | Granges del Pou de l'Horta | Miralcamp | granja       |         | 41° 36′ 47″ N, 0° 54′ 00″ E / 41.6130403500631°N,0.899968633366132°E |           |                     | Modifica les dades a Wikidata |
|        | Granja de l'Argilès        | Miralcamp | granja       |         | 41° 35′ 44″ N, 0° 54′ 55″ E / 41.5956938774142°N,0.915312929072369°E |           |                     | Modifica les dades a Wikidata |
|        | Granja de l'Artur          | Miralcamp | granja       |         | 41° 36′ 21″ N, 0° 53′ 15″ E / 41.6057425023005°N,0.887545440137753°E |           |                     | Modifica les dades a Wikidata |
|        | Granja del Bassot          | Miralcamp | granja       |         | 41° 36′ 20″ N, 0° 53′ 30″ E / 41.6054467979131°N,0.891551056450269°E |           |                     | Modifica les dades a Wikidata |
|        | Granja del Marcel·lí       | Miralcamp | granja       |         | 41° 36′ 42″ N, 0° 52′ 35″ E / 41.6116002046999°N,0.876493322419374°E |           |                     | Modifica les dades a Wikidata |
|        | Granja del Pallars         | Miralcamp | granja       |         | 41° 36′ 31″ N, 0° 52′ 34″ E / 41.6086763181909°N,0.876181232427974°E |           |                     | Modifica les dades a Wikidata |
|        | Granja del Pol             | Miralcamp | granja       |         | 41° 35′ 34″ N, 0° 52′ 59″ E / 41.5928719406378°N,0.88313028565556°E  |           |                     | Modifica les dades a Wikidata |
|        | Granja del Quico           | Miralcamp | granja       |         | 41° 35′ 23″ N, 0° 53′ 09″ E / 41.5898304537852°N,0.885725068047715°E |           |                     | Modifica les dades a Wikidata |
|        | Granja del Segarra         | Miralcamp | granja       |         | 41° 35′ 40″ N, 0° 52′ 51″ E / 41.5945392846259°N,0.880748197691764°E |           |                     | Modifica les dades a Wikidata |
|        | Granja del Tano            | Miralcamp | granja       |         | 41° 36′ 00″ N, 0° 53′ 38″ E / 41.5998691998321°N,0.893868493884294°E |           |                     | Modifica les dades a Wikidata |
|        | Granja del Vilalta         | Miralcamp | granja       |         | 41° 36′ 17″ N, 0° 55′ 03″ E / 41.6046041069442°N,0.91744997996116°E  |           |                     | Modifica les dades a Wikidata |
|        | Granja del Viudo           | Miralcamp | granja       |         | 41° 35′ 43″ N, 0° 53′ 26″ E / 41.5953968133743°N,0.890642507151393°E |           |                     | Modifica les dades a Wikidata |
|        | el Granero                 | Miralcamp | granja       |         | 41° 36′ 56″ N, 0° 53′ 13″ E / 41.6155556939545°N,0.886841073000835°E |           |                     | Modifica les dades a Wikidata |

## masia
| imatge | Nom                   | Ubicat a  | instància de | Detalls | coordenades                                                          | Protecció | Commons (més fotos) | Dades a WD                    |
| ------ | --------------------- | --------- | ------------ | ------- | -------------------------------------------------------------------- | --------- | ------------------- | ----------------------------- |
|        | Casa del Valeri       | Miralcamp | masia        |         | 41° 36′ 33″ N, 0° 52′ 57″ E / 41.6090542118958°N,0.882505128741528°E |           |                     | Modifica les dades a Wikidata |
|        | Torre de Maleneta     | Miralcamp | masia        |         | 41° 35′ 55″ N, 0° 54′ 06″ E / 41.5984872947733°N,0.901532564616574°E |           |                     | Modifica les dades a Wikidata |
|        | Torre de l'Argilers   | Miralcamp | masia        |         | 41° 35′ 48″ N, 0° 55′ 02″ E / 41.59653611°N,0.91726°E                |           |                     | Modifica les dades a Wikidata |
|        | Torre de l'Arquer     | Miralcamp | masia        |         | 41° 35′ 52″ N, 0° 54′ 42″ E / 41.59766944°N,0.91155278°E             |           |                     | Modifica les dades a Wikidata |
|        | Torre de l'Esquerrer  | Miralcamp | masia        |         | 41° 35′ 59″ N, 0° 54′ 14″ E / 41.5998474348027°N,0.904008246948874°E |           |                     | Modifica les dades a Wikidata |
|        | Torre del Josa        | Miralcamp | masia        |         | 41° 35′ 54″ N, 0° 53′ 06″ E / 41.5982°N,0.885011°E                   |           |                     | Modifica les dades a Wikidata |
|        | Torre del Llec        | Miralcamp | masia        |         | 41° 35′ 46″ N, 0° 55′ 10″ E / 41.5962266141539°N,0.919363173955701°E |           |                     | Modifica les dades a Wikidata |
|        | Torre del Majà        | Miralcamp | masia        |         | 41° 35′ 59″ N, 0° 54′ 22″ E / 41.5997952415376°N,0.906085740309811°E |           |                     | Modifica les dades a Wikidata |
|        | Torre del Pallars     | Miralcamp | masia        |         | 41° 36′ 47″ N, 0° 52′ 32″ E / 41.6130863141465°N,0.875520460305054°E |           |                     | Modifica les dades a Wikidata |
|        | Torre del Pere Serena | Miralcamp | masia        |         | 41° 35′ 49″ N, 0° 55′ 03″ E / 41.5970217237933°N,0.917513875348842°E |           |                     | Modifica les dades a Wikidata |
|        | Torre del Tiano       | Miralcamp | masia        |         | 41° 35′ 26″ N, 0° 53′ 57″ E / 41.5905274412837°N,0.899175099227082°E |           |                     | Modifica les dades a Wikidata |
|        | Torre del Tonyo       | Miralcamp | masia        |         | 41° 35′ 39″ N, 0° 53′ 28″ E / 41.5943000096925°N,0.891242130407043°E |           |                     | Modifica les dades a Wikidata |
|        | Torre del Trepat      | Miralcamp | masia        |         | 41° 35′ 48″ N, 0° 55′ 05″ E / 41.5967636329033°N,0.91818208268536°E  |           |                     | Modifica les dades a Wikidata |

## Misc
| imatge | Nom                            | Ubicat a                                            | instància de                                   | Detalls                                                          | coordenades                                                                       | Protecció                                  | Commons (més fotos)          | Dades a WD                    |
| ------ | ------------------------------ | --------------------------------------------------- | ---------------------------------------------- | ---------------------------------------------------------------- | --------------------------------------------------------------------------------- | ------------------------------------------ | ---------------------------- | ----------------------------- |
|        | Miralcamp                      | Miralcamp                                           | entitat singular de població capital municipal | 1389 hab                                                         | 41° 36′ 19″ N, 0° 52′ 48″ E / 41.60516°N,0.87987°E 273 msnm                       |                                            |                              | Modifica les dades a Wikidata |
|        | Molí de Cal Jan Bru            | Miralcamp                                           | molí Ús: trull                                 | Estil: arquitectura popular 19th century                         | 41° 36′ 19″ N, 0° 52′ 48″ E / 41.6054°N,0.8801°E ca:Carrer de Pau Casals 267 msnm | bé integrant del patrimoni cultural català | Molí de Cal Jan Bru          | Modifica les dades a Wikidata |
|        | Rectoria                       | Miralcamp                                           | rectoria                                       | Estil: arquitectura popular                                      | 41° 36′ 18″ N, 0° 52′ 42″ E / 41.60497°N,0.87838°E ca:Plaça de l'Església         | bé integrant del patrimoni cultural català | Rectoria de Miralcamp        | Modifica les dades a Wikidata |
|        | Xemeneia Jan Bru               | Miralcamp                                           | xemeneia de fàbrica                            | Estil: arquitectura popular                                      | 41° 36′ 20″ N, 0° 52′ 48″ E / 41.6055°N,0.87998°E                                 | bé cultural d'interès local                | Xemeneia Jan Bru (Miralcamp) | Modifica les dades a Wikidata |
|        | alzina del Quelàs              | Miralcamp                                           | arbre singular                                 | Taxon: alzina (Quercus ilex) Ample: 24m Alt: 20m Perímetre: 4.6m | 41° 35′ 08″ N, 0° 53′ 06″ E / 41.58548611°N,0.885125°E 298 msnm                   | arbre d'interès local                      | Alzina del Quelàs            | Modifica les dades a Wikidata |
|        | casa consistorial de Miralcamp | Miralcamp                                           | casa consistorial                              |                                                                  | 41° 36′ 22″ N, 0° 52′ 46″ E / 41.6060811°N,0.8795076°E                            |                                            |                              | Modifica les dades a Wikidata |
|        | la Serra                       | Mollerussa Miralcamp Torregrossa Sidamon Fondarella | element geogràfic                              |                                                                  | 41° 36′ 37″ N, 0° 51′ 16″ E / 41.610191°N,0.854439°E                              |                                            |                              | Modifica les dades a Wikidata |